# Студинка (Ивано-Франковская область)
Студи́нка (укр. Студінка) — село в Калушской общине Калушского района Ивано-Франковской области Украины.
Население по переписи 2001 года составляло 1660 человек. Занимает площадь 13,78 км². Почтовый индекс — 77334. Телефонный код — 3472.